# Liv Holm Andersen
Liv Holm Andersen (født 8. maj 1987 i Støvring) er en dansk politiker, der er tidligere medlem af Folketinget fra 2011 til 2015 for Radikale Venstre.
Hun blev valgt til Folketinget ved valget i 2011 og blev partiets socialord-, bolig- og integrationsordfører. Hun er bachelor i statskundskab fra Aarhus Universitet (2010) og er indskrevet ved kandidatuddannelsen samme sted.
Ved kommunalvalget 2009 blev hun 2. suppleant til byrådet i Århus Kommune med 740 personlige stemmer. Her gik hun blandt andet til valg på bekæmpelse af diskrimination, forbedringer for socialt udsatte og bedre forhold i folkeskolen.
Til folketingsvalget i 2011 fik hun 2.424 personlige stemmer og dermed det andet af partiets to kredsmandater i Østjyllands Storkreds. Hendes mærkesager i valgkampen var i særlig grad social-, uddannelses-, samt flygtninge- og indvandrerpolitik.
Tidligere var hun aktiv i Radikal Ungdom og har blandt andet været organisationens ordfører for integration samt siddet i forretningsudvalget. Desuden har hun haft forskellige tillidsposter på både lokalt og nationalt plan i moderpartiet.
Andersen boede i en almen bolig: I boligforeningen Blågården i Korsgade på Nørrebro, som hun delte lejlighed med partiets beskæftigelses- og integrationsborgmester i Københavns Kommune Anna Mee Allerslev.[kilde mangler] Området optræder på listen over særligt udsatte almene boligområder i Danmark.